# Kafr Rabi
Kafr Rabi (arab. ‏كفر ربيع‎) – miejscowość w Egipcie, w muhafazie Al-Minufijja, w dystrykcie Tala. W 2006 roku liczyła 11 211 mieszkańców.